# Gregorio García de Tagle
Juan Gregorio García de Tagle o Gregorio Tagle (Buenos Aires, 1772 - íd, 1845) fue un abogado, político católico, diplomático y juez argentino que fue varias veces ministro del Directorio Supremo de las Provincias Unidas del Río de la Plata, encabezó la "Revolución de los Apostólicos" contra las reformas rivadavianas y fue legislador de la Junta de Representantes de Buenos Aires, ministro de la Provincia de Buenos Aires, Presidente del  Tribunal de Apelaciones de la Provincia de Buenos Aires y una de las más influyentes personalidades de la "Generación de Chuquisaca".

## Familia y formación intelectual
Juan Gregorio García de Tagle nació en Buenos Aires el 28 de noviembre de 1772, hijo de Miguel García de Tagle, oriundo de Viaña, Cantabria, España, y de Cayetana Josefa San Román Illescas nacida en Buenos Aires y emparentada con los Illescas de Pilar, una de las familias principales de ese pueblo, entre los que se encontraba el Maestro D. Juan Isidro Illescas que había servido como teniente de cura en 1750. 
Gregorio Tagle fue el penúltimo de nueve hermanos, dos de los cuales -Luis Antonio y Cecilio- fueron sacerdotes, y se crio junto con su pariente Lorenzo López Camelo, que había quedado huérfano de niño, que llegaría a ser Alcalde de Pilar y fue quien le salvó la vida a Juan Martín de Pueyrredón en el Combate de Perdriel cuando las Invasiones Inglesas.
Marcó la historia de Tagle un hecho ocurrido a su padre Miguel, que era un próspero comerciante. Miguel García de Tagle fue acusado de proteger los intereses de los jesuitas por el gobernador de Buenos Aires, Francisco de Paula Bucarelli, el responsable de ejecutar la orden de expulsión de los jesuitas del Imperio Español de 1767 y confiscación de sus bienes. Se le embargaron sus propiedades y se lo sentenció a muerte, pero huyó a un refugio de la Iglesia católica. Pudo aparecer recién 1775 en que fue declarado inocente por una Orden Real, pero para recibir una compensación por los perjuicios sufridos, tuvo que esperar casi veinte años, siendo dicha compensación el nombramiento de Alguacil Mayor de la Real Audiencia porteña -el funcionario encargado de hacer cumplir los acuerdos del  Cabildo, perseguir los juegos prohibidos, practicar detenciones, hacer la ronda de la ciudad, etc.-. Ejerció el cargo por espacio de tres lustros (15 años) y murió el 12 de octubre de 1811.
Gregorio Tagle asistió al Colegio de San Carlos de Buenos Aires, siendo condiscípulo de Dámaso Antonio Larrañaga con quien en forma conjunta presentó una tesis que trataba cuestiones de física, química, astronomía —mecánica universal, manchas solares, sistema planetario—, geografía y matemáticas mostrando conocer a Descartes, Newton, Leibiniz, Maupertuis, Boscovich —precursor de la teoría de la relatividad—, Nollet y Franklin, ingresando luego en la Universidad Mayor Real y Pontificia San Francisco Xavier de Chuquisaca donde se doctoró en derecho civil y canónico en 1800.
Contrajo nupcias con la criolla Máxima Olmos, viuda de don Benito Vidal, en la Basílica Nuestra Señora de la Merced, en Buenos Aires.

## Actuación pública

### Durante los primeros gobiernos patrios
El doctor Gregorio Tagle fue Asesor Legal y funcionario en la Real Audiencia de Buenos Aires pero luego apoyó la Revolución de Mayo del 25 de mayo de 1810 y prestó asesoramiento legal a la Primera Junta.
El 13 de enero de 1812 fue nombrado, junto con Miguel Carballo, en el cargo de Asesor General de Gobierno del Primer Triunvirato, cargo que había tenido el doctor Miguel Mariano de Villegas desde el 28 de noviembre de 1810. 
La designación de Asesor General de Gobierno tenía competencia también respecto del gobierno del primer  Gobernador intendente de la Intendencia de Buenos Aires luego de la Revolución de Mayo, el coronel Miguel de Azcuénaga, que gobernó del 10 de febrero de 1812 al 14 de febrero de 1813.
El 20 de abril de 1814 fue nombrado auditor de Guerra y luego, en 1815, pasó a ocupar una vocalía del Tribunal de Apelaciones e hizo un alto en su carrera judicial.

### Durante el Directorio

#### Secretario de Estado de Álvarez Thomas
El 20 de abril de 1815 cayó el gobierno de Carlos María de Alvear, Director Supremo de las Provincias Unidas del Río de la Plata ante la rebelión del coronel Ignacio Álvarez Thomas, jefe de la vanguardia del ejército enviado contra José Artigas, la oposición del interior y la falta de apoyo en la ciudad. 
El 23 de abril Gregorio Tagle y el otro de los vocales de la Cámara de Apelaciones, Alejo Castex,  iniciaron por orden del cabildo procesos por delitos de facción, excesos en la administración pública e infidencia contra Agustín José Donado, Gervasio Posadas, Juan Larrea, Nicolás Herrera, Elías Galván entre otros, sindicados como adherentes al régimen depuesto. Los encausados sufrieron el embargo de sus bienes y el destierro.
Desde mayo de 1815 al 22 de junio de 1816 el doctor Tagle fue Ministro o Secretario de Estado del cuarto Director Supremo, Ignacio Álvarez Thomas.
En 1815, habiendo sido ya nombrado Secretario de Estado, Gregorio Tagle recibió las protestas del cónsul y empresario estadounidense Thomas Lloyd Halsey, quien utilizó el corso como negocio y medio político a la vez, por la adopción de fuertes tarifas aduaneras por el gobierno de Buenos Aires en productos que afectaban los intereses comerciales norteamericanos pero no los británicos.

#### Ministro de Relaciones Exteriores de Pueyrredón
Mientras tanto en Europa, el 26 de septiembre de 1815 los monarcas acordaron la Santa Alianza, —la cual, siguiendo las recomendaciones del Congreso de Viena, sostenía a todos los gobiernos establecidos en Europa y promovía la paz entre ellos— por lo que el rey de España Fernando VII pudo dedicar todos sus esfuerzos al intento de reconquistar la América española. La acción del papa Pío VII, que lanzó la encíclica legitimista de 1816, por la cual bendecía las acciones represivas de los realistas en España, respaldaba su actitud agresiva. Y en Francia fue restablecida la dinastía de los Borbones en la persona de Luis XVIII luego de derrocado el poder napoleónico y la diplomacia francesa abandonó la política favorable a la emancipación de las colonias españolas. A partir de ese momento, defendiendo del principio de legitimidad monárquica esgrimido por la diplomacia francesa en el Congreso de Viena y en la Santa Alianza, propuso la creación de dos monarquías constitucionales, una en Buenos Aires y otra en México.
En 9 de julio de 1816 el Congreso de Tucumán firmó La Declaración de independencia de la Argentina y nombró nuevo Director Supremo a uno de sus diputados, el general Juan Martín de Pueyrredón que marchó a Buenos Aires. En el camino hacia la capital se detuvo en Córdoba a discutir con el general José de San Martín su plan continental y los recursos que debía aportar el Directorio.
Todos los esfuerzos militares del gobierno de Pueyrredón estuvieron orientados a dos objetivos centrales: aplastar la Liga Federal del Litoral y Córdoba y sostener los esfuerzos de San Martín en su campaña a Chile a través de la creación del Ejército de los Andes. El frente norte fue abandonado y, aunque siguió existiendo, el  Ejército del Norte fue destinado a someter las rebeliones de los caudillos federales, tales como la sublevación autonomista de Borges en Santiago del Estero y las recurrentes insurrecciones federales en Córdoba.
Pueyrredón nombró al Dr. Tagle Ministro de Relaciones Exteriores. Además, le encomendó reorganizar la Logia Lautaro —cuya idea originaria había sido lograr la revolución de la independencia de Hispanoamérica de la corona de España y, sobre la base de los principios del liberalismo, establecer un sistema de gobierno republicano y unitario— como "Gran Logia" o "Logia Ministerial", reuniendo a un grupo de personalidades heterogéneas como los seguidores de San Martín y los menos comprometidos entre los de Alvear, con grupos de antiguos partidarios de Mariano Moreno. La Gran Logia también tuvo sus códigos secretos y mantuvo la política fuera del alcance del público. Esta logia fue disuelta en el año 1820 por diferencias políticas entre el Directorio porteño y el general San Martín respecto de dar prioridad a la revolución de la independencia de Hispanoamérica a las Guerras civiles argentinas.
Como Ministro de Relaciones Exteriores, tuvo un papel importante en la dureza con que se trató a la oposición durante ese período, incluidos los exilios con que se condenó a Manuel Dorrego, Manuel Moreno y otros. 
También fue responsable de la búsqueda de un rey europeo, tarea que fue encomendada a varios personajes, como Bernardino Rivadavia, Julián Álvarez y otros, con candidatos tales como el futuro Luis Felipe de Francia, o un hermano menor del rey español Fernando VII.
Uno de los actos más trascendentales de Tagle como diplomático fue encargarse de velar por la neutralidad de la Corona de Portugal en la Guerra de la Independencia Argentina, aunque habría admitido la Invasión del Reino Unido de Portugal, Brasil y Algarve de la Provincia Oriental ante la imposibilidad del Directorio de imponerse al caudillo de la Banda Oriental José Artigas. Esto lo realizó a través de su embajador plenipotenciario ante la Corte portuguesa de Río de Janeiro, el Dr. Manuel José García, e invocando el Tratado Rademaker-Herrera, firmado en 1812, por el cual las tropas portuguesas abandonaron la Banda Oriental.
El historiador argentino y unitario Bartolomé Mitre, justifica estas acciones llevadas a cabo por el Directorio Supremo de las Provincias Unidas del Río de la Plata, formulando el siguiente juicio:

Siendo un peligro para ambos vecinos de la actitud de Artigas, lo era aún más para la República Argentina, pues mientras existiera ese foco disolvente de anarquía crónica, era imposible toda organización nacional y efímera toda combinación política o militar. En vista de ese problema de las armas habían sido imponentes para resolver en el curso de la revolución. Unos creyeron que las Provincias Argentinas no tenían fuerzas propias para triunfar de España y buscaron por la diplomacia el concurso directo de naciones extrañas Otros se persuadieron que ellas no tenían elementos de gobierno propio y buscaron la salvación en la monarquía, con el concurso de las grandes potencias europeas, sin excluir el de España, sobre la base de la independencia garantida. Algunos fueron más allá y considerando que la anarquía era el peor de todos los males y que el mal era incurable, se resignaban a ser colonia de Portugal antes de someterse al yugo español.

La Invasión luso-brasileña del 28 de agosto de 1816 le costó a la Argentina 4.000 -5.000 muertos y la pérdida de una provincia.
Un hecho importante ocurrió durante esa guerra: a mediados de 1816 Artigas le pidió ayuda al cónsul de Estados Unidos en Buenos Aires, Thomas Lloyd Halsey. En la entrevista, el acierto político de Artigas evitó la injerencia directa de una nación extranjera en el proceso revolucionario –al no aceptar las escuadras de mercenarios estadounidenses que Halsey le ofreció- y extendió en cambio, a través de la guerra de corso, la lucha desde el Río de la Plata a los mares del mundo. Práctica frecuente en la época –empleada por Buenos Aires contra los españoles, por ejemplo- consiste en el otorgamiento, por parte de uno de los beligerantes, a simples particulares, de la autorización para armar navíos mercantes, capacitándolos para atacar o asaltar a los buques enemigos y hacerlos presas. El cónsul norteamericano partió de Purificación con las patentes de corso destinadas a Baltimore y una carta de Artigas para el presidente James Monroe.
Es a partir de entonces que se inició una febril actividad corsaria, con las patentes en blanco que el cónsul estadounidense hace llegar a Baltimore y a otros puertos de Estados Unidos. Desde 1817 hasta 1821 –con Artigas ya vencido y exiliado en el Paraguay– las mismas seguirían siendo otorgadas por el propio cónsul Halsey, que colaboró por todos los medios con la revolución –que coincide con su negocio- como intermediario y gerente ante el Estado Oriental: incluso llegó a actuar como armador de expediciones.
Sin embargo, paralelamente hubo también manifestaciones de amistad argentino-norteamericanas. El 28 de febrero de 1818 llegó a Buenos Aires la fragata estadounidense "Congress" trayendo a su bordo la misión enviada por James Monroe a fin de que informara a su gobierno acerca de la capacidad de las Provincias Unidas para desenvolverse como nación independiente.

#### Ministro de Relaciones exteriores de Rondeau
El 9 de junio de 1819 ese año, la renuncia de Juan Martín de Pueyrredón llevó a José Rondeau al puesto de Director Supremo de las Provincias Unidas del Río de la Plata siguiendo Tagle en su cargo.
El 1 de enero de 1820 estalló una revolución liberal en España, iniciando el Trienio Liberal y suspendiendo definitivamente la proyectada expedición reconquistadora al Río de la Plata.
El 22 de enero de 1820 Artigas fue derrotado por el Reino Unido de Portugal, Brasil y Algarve en la Batalla de Tacuarembó y el año siguiente la Provincia Oriental fue anexada al Brasil con el nombre de Provincia Cisplatina.
El 1 de febrero de 1820 las fuerzas federales derrotaron al ejército del Directorio en la batalla de Cepeda, se produjo la caída del Directorio y del Congreso de Tucumán, oficiando el cargo de Director Supremo Juan Pedro Aguirre por unos pocos días tras la renuncia de Rondeau el día de la batalla de Cepeda, y sería el último. Luego de la derrota, el Cabildo de Buenos Aires asumió el mando de la ciudad y la provincia de Buenos Aires y le inició juicio a Tagle, junto a Pueyrredón, pero les permitió escapar a Montevideo (ocupada por los portugueses).
Con la disolución del Congreso se inició la Anarquía del Año XX. Días después designó una Junta de Representantes que tuvo como misión nombrar al nuevo gobernador. A partir de allí, con la carencia de una constitución que regulara la organización del país, la conducción de la Provincias Unidas Del Río de la Plata fue ejercida en forma fáctica por los gobernadores bonaerenses. Legalmente sólo se encargaban de las relaciones exteriores, pero el manejo del puerto de Buenos Aires les permitía ejercer una fuerte presión política sobre las provincias del interior.

### Durante el gobierno de Martín Rodríguez
En agosto de 1822 Gregorio Tagle regresó a Buenos Aires y encabezó una primera conspiración en contra de las reformas eclesiásticas impulsadas por Bernardino Rivadavia, Ministro del gobernador de Buenos Aires el Brigadier General Martín Rodríguez que fue sofocada de inmediato. Tagle pasó un breve tiempo en la cárcel. En aquella oportunidad su mujer Doña Máxima Olmos prestando por él, voz y caución, consiguió su liberación.

#### La Revolución de los Apostólicos
En 1823, Gregorio Tagle se convirtió en el líder de una conspiración mucho más importante, que abarcaba la Iglesia y los movimientos de católicos laicos que se oponían a las reformas.
La Revolución de los Apostólicos ocurrida el 20 de marzo de 1823,  también llamada "El motín de Tagle", fue una reacción contra las reformas eclesiásticas sancionadas el año anterior con la Ley de Reforma General del Orden Eclesiástico. 
Si bien desde los primeros tiempos de la Argentina había habido grupos laicistas y anticatólicos liderados primero por Mariano Moreno y Juan José Castelli, el conflicto ocurrió entre 1820 y 1824 cuando gobernó Buenos Aires Martín Rodríguez, cuyo ministro, Bernardino Rivadavia, con el fin de incrementar las arcas del Estado firmó un empréstito con la Baring Brothers y, sosteniendo una política regalista,  confiscó todos los bienes que pertenecían a la Iglesia católica en Argentina y a las órdenes religiosas, se apoderó de los bienes propios del Santuario de Luján, de los de la Hermandad de Caridad, del Hospital de Santa Catalina y otros. Un hecho similar al que había ocurrido con los bienes de los jesuitas luego de su expulsión del Imperio Español en 1767. 
Cabe tener en cuenta que desde su emancipación la Nación Argentina estuvo influida por dos corrientes de pensamiento distintas:
1) La primera, de inspiración cristiana, influida, por un lado, por la doctrina del sacerdote jesuita Francisco Suárez, de la Escuela de Salamanca, que pregonó que la autoridad es dada por Dios pero no al rey sino al pueblo que fue aprendida en la Universidad de Chuquisaca por los principales patriotas que impulsaron la Revolución de Mayo; y por otro, por el ejemplo de la Revolución Americana que, aunque tuvo otros orígenes, su lema nacional es In God we trust (en inglés: «En Dios confiamos»).
1) La segunda, racionalista, laicista e iluminista de Voltaire que sustentó la filosofía política de la Revolución Francesa y que influyó por ejemplo en el Dean Funes en Córdoba.
Bernardino Rivadavia era católico pero había adoptado las ideas regalistas de Europa y quiso aplicarlas en el país. Esta doctrina sostenía que no existía un Iglesia universal regida por el papa sino que existían comunidades nacionales de fieles a los cuales el gobierno podía dirigir. Rivadavia contó con el apoyo de algunos sacerdotes como Valentín Gómez, Gregorio Funes, Julián Segundo de Agüero y otros.
El 1 de julio de 1822, Rivadavia publicó una serie de decretos reformistas, que fueron completados seis meses más tarde por la ley de la Cámara de Representantes que dictó, el 21 de diciembre, la "Ley de Reforma General".
Estas resoluciones afectaban principalmente al clero regular, cuyos miembros eran considerados más fieles a la Santa Sede que los sacerdotes del clero secular.
Algunas medidas fueron:
- El cierre de varios conventos de varias órdenes religiosas, como los de los betlemitas, los recoletos y los mercedarios;
- La incautación de todos los bienes que pertenecían a estas órdenes religiosas.
- La incautación de los bienes propios del santuario de Luján, de los Hermanos de la Caridad, del Hospital de Santa Catalina y otros.
- La potestad del gobierno de dar permisos para abandonar el estado religioso a quienes así lo deseaban.
- La supresión  del diezmos, impuesto tradicional que servía para el sostenimiento del clero.
- La fijación del número de religiosos por convento: no podía haber convento con más de 30 religiosos ni con menos de 16, bajo la pena de supresión y confiscación de sus bienes.
- La fijación de la edad para el pronunciamiento de los votos religiosos: ningún religioso podría pronunciar sus votos de consagración perpetua antes de los 25 años de edad.
- El desconocimiento de cualquier autoridad religiosa que residiera fuera del país y pretendiera tener poder sobre el clero secular y regular.[27]

Los despojos arbitrarios y unilaterales de la administración rivadaviana junto con el rol de la Iglesia Católica en la génesis de la nacionalidad argentina son causa de la reparación histórica que fundamenta el actual artículo 2 de la Constitución de la Nación Argentina, que sostiene el culto católico en la Argentina, reglamentado por la Ley 21.540 sobre la "Asignación a determinados dignatarios pertenecientes al Culto Católico Apostólico Romano".
La reforma desató una verdadera guerra periodística. Por un lado Juan Cruz Varela y Florencio Varela defendían la posición del Gobierno en "El Centinela" y "El Lobera del Año XX". Por el otro fray Cayetano Rodríguez y fray Francisco de Paula Castañeda atacaban vigorosamente a Rivadavia. El Gobierno decidió exiliar a Castañeda a Carmen de Patagones, pero el fraile escapó a Montevideo. El presbítero Mariano Medrano —vicario provisorio de la Santa Sede al haber quedado vacante el puesto de obispo de Buenos Aires desde 1812— se opuso enérgicamente a las reformas rivadavianas.
Entre los opositores más prominentes a las políticas de Rivadavia se encontraba el fraile Francisco de Paula Castañeda periodista y escritor satírico que le dedicó a Rivadavia las siguientes líneas:

No hay provenir maravilloso

ni otro contenido más delicado

que librarse del Sapo del Diluvio

El Sapo es Rivadavia o Rivaduvio

o el Robespierre el renegado

El 19 de marzo de 1823 estalló la Revolución de los Apostólicos, también llamada El motín de Tagle, en defensa de los bienes de la Iglesia católica en Argentina. La revuelta fue encabezada por Tagle, una reacción bien organizada contra las reformas del ministro Bernardino Rivadavia, en la que participaron ilustres ciudadanos como Domingo Achega, Mariano Benito Rolón y Ambrosio de Lezica (padre). Tuvo apoyo de muchos descontentos, además de frailes y curas. 
Los conjurados en número aproximado de 200 irrumpieron en la plaza de la Victoria al grito de ¡Viva la religión! ¡Mueran los herejes!
El organizador militar fue Rufino Bauzá que logró reunir 150 hombres y atacó de madrugada el Fuerte, que casi logró ocupar; y logró poner en libertad a los presos encerrados en el mismo. El mando pasó al coronel José María Urien, uno de los prisioneros librados, pero este fracasó en tomar el gobierno. Las fuerzas gubernamentales dispersaron rápidamente a la manifestación, y la mayoría de los líderes fueron capturados, ejecutados o castigados con dureza. 
Tagle logró escapar a Montevideo que estaba en poder del Reino Unido de Portugal, Brasil y Algarve, con ayuda de Dorrego (el mismo a quien había desterrado injustamente en 1816 a España), junto con Bauzá. 
El coronel Urien y el capitán José Benito Peralta fueron ejecutados, pero el juicio fue suspendido y sus documentos destruidos por orden de Rivadavia.
Tagle fue arrestado en Montevideo, que era entonces la capital de la Provincia Cisplatina, gobernada entonces por el vizconde de la Laguna Carlos Federico Lecor, que tardaría meses en liberarlo. Y Rivadavia fue nombrado  Presidente de las Provincias Unidas del Río de la Plata por el Congreso General de 1824.

### Como autoridad de la Provincia de Buenos Aires

#### Juez del tribunal de Apelaciones
En 1827 Tagle volvió a Buenos Aires siendo entonces gobernador de Buenos Aires su amigo personal Manuel Dorrego. En aquella época la Argentina estaba organizada como una Confederación y estaba en plena Guerra Argentino-Brasileña (1825-1828). Bien recibido fue nombrado secretario y después miembro del  Tribunal de Apelaciones de la Provincia de Buenos Aires, el tribunal judicial más antiguo de la Argentina cuya primera aparición de este cuerpo es de 1661, cuando la ya declinante Casa de Austria fundó la (primera) Real Audiencia de Buenos Aires, escisión de la de Charcas.
El gobernador Manuel Dorrego intentó continuar la guerra, pero la presión económica terminó por obligarlo al reconocimiento de la independencia del Estado Oriental del Uruguay en la Convención Preliminar de Paz de 1828.
Los oficiales del ejército se sintieron ultrajados por el tratado de paz, ya que creían que había sido firmado cuando ellos aún estaban en condiciones de continuar la lucha. Al frente de ellos se puso el general Juan Lavalle, que había tenido un conflicto personal con el partido federal porteño. Disgustado por el tratado de paz, se alió con los opositores de Dorrego, muchos de ellos comerciantes que habían exigido a este que firmase cualquier tratado de paz con tal de ver levantado el bloqueo y detenido el flujo de dinero al ejército y la flota. Lavalle y sus aliados no parecieron percibir que se oponían a Dorrego por razones opuestas. Así estalló la Segunda guerra entre unitarios y federales en el interior (1828-1831). Durante esta guerra Tagle se inclinó por el bando unitario liderado por el general Lavalle -que fue derrotado- pero cuando Lavalle fracasó en frenar la reacción federal, medió entre este y Juan Manuel de Rosas, lo mismo que intentó Manuel José García. 

#### Presidente del Tribunal de Apelaciones
El 4 de enero de 1833 Tagle fue nombrado presidente del Tribunal de Apelaciones por el gobierno de Juan Ramón Balcarce, en reemplazo de Manuel Antonio de Castro que había fallecido.

#### Legislador provincial
Para encarar las elecciones legislativas para la Junta de Representantes de Buenos Aires del 28 de abril de 1833 el partido federal se dividió en dos fracciones. Estas listas, ambas federales, se denominaron en el conocimiento popular como: la de los lomos negros o cismáticos –que triunfó- y la de los federales netos o apostólicos. Esta duplicidad de listas contó con la aquiescencia de Rosas, puesto que él presidía ambas representaciones al igual que Gregorio Tagle, que también figuraba en ambas listas. Era imposible no ser electo.
Balcarce junto a su ministro de guerra, Enrique Martínez aglutinaron a su alrededor a miembros del antiguo partido directorial y los líderes del partido unitario, mientras Rosas se ausentó de Buenos Aires para organizar y liderar la Campaña al Desierto que se realizó en 1833 y principios de 1834. En ese tiempo Tagle sufrió la desconfianza de la esposa de Rosas, Encarnación Ezcurra.

#### Ministro de gobierno de Viamonte
En 1834 Gregorio Tagle fue ministro de gobierno de Juan José Viamonte y siguió ejerciendo la presidencia del Tribunal de Apelaciones. 
Durante el gobierno de Viamonte hubo un nuevo conflicto entre la Iglesia, que quería nombrar como obispo de Buenos Aires al entonces obispo auxiliar Mariano José de Escalada, mientras que el favorito del gobierno era el obispo Mariano Medrano. El gobernador Viamonte no permitió que asumiera Escalada argumentando, a al igual que lo hicieron otros estados americanos de la época, que la Provincia de Buenos Aires mantenía el derecho de Patronato regio que el papa había concedido a los Reyes de España y Portugal a cambio de que estos apoyaran la evangelización y el establecimiento de la Iglesia en América y en Asia por considerarse la Provincia de Buenos Aires continuadora de las obligaciones históricas y legales de la monarquía española sobre la Iglesia católica dentro de sus territorios. Para defender su posición, Viamonte formó una junta llamada Concilio Provincial con 39 jurisconsultos y teólogos, uno de ellos Tagle, pidiéndoles que respondieran un cuestionario sobre el derecho de patronato de su gobierno, y sobre los límites de la autoridad del papa. El resultado fue un enorme cúmulo de respuestas, de las que participaron figuras tan dispares como los abogados Pedro José Agrelo y Manuel Vicente Maza, y los teólogos Domingo Achega y José Acosta. La postura generalizada de las respuestas era favorable a la tesis que sostenía el patronato a favor del gobierno.  La decisión final la tuvo que tomar un nuevo gobernador, Manuel Vicente Maza, que decidió sostener el derecho del gobierno a ejercer el patronato, pero que simultáneamente decidió aceptar a Medrano como obispo.

### Últimos tiempos
Cuando el 7 de marzo de 1835 Juan Manuel de Rosas asumió el mando de gobernador de la Provincia de Buenos Aires con la suma del poder público exoneró a Gregorio Tagle como camarista y legislador de la Junta de Representantes de Buenos Aires.
En 1840 Rosas lo arrestó durante algunas semanas.
Para algunas versiones murió encarcelado por Rosas el 8 de abril de 1845 y para otras no fue mayormente perseguido y ejerció como abogado particular hasta su muerte.